# Алхимия

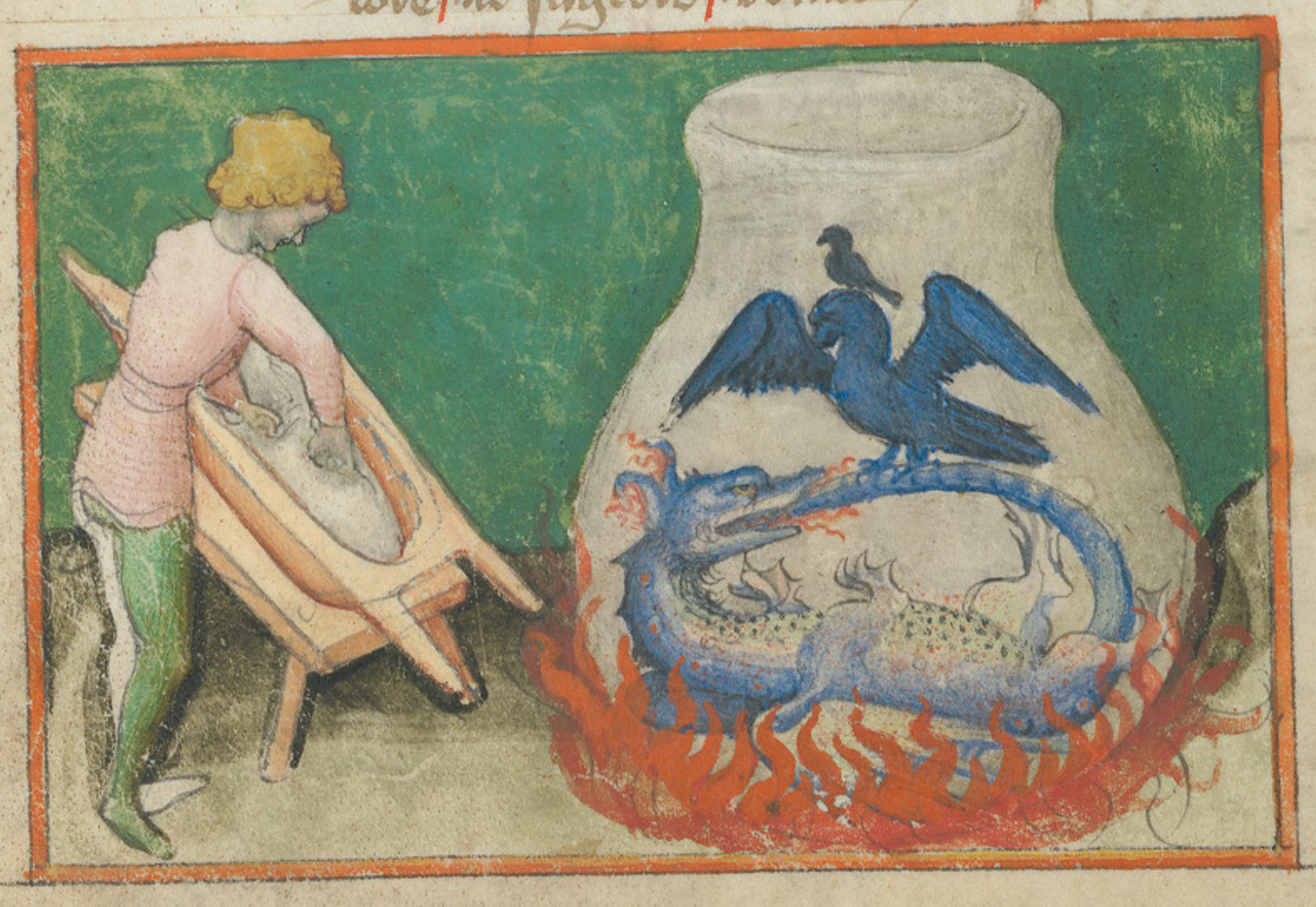
Изображение уробороса из алхимического трактата Aurora consurgens (XV век), Центральная библиотека Цюриха, Швейцария

Алхи́мия (от греч. χημεία) — древняя область натурфилософии, сформировавшаяся в лоне герметической традиции. Это философское протонаучное направление исторически практиковалось в Китае, Индии, средневековом исламском мире и Европе, западное направление алхимии получило особое развитие в Позднее Средневековье и Новое время. Европейская алхимия впервые засвидетельствована в ряде псевдоэпиграфических текстов, написанных в римском Египте в течение первых нескольких веков нашей эры.
Алхимики работали над усовершенствованием или очисткой определённых материалов. Общими целями были тетрасомата — превращение неблагородных металлов (свинца) в благородные (золото); создание эликсира бессмертия; создание панацеи — лекарства, способного вылечить любую болезнь. Считалось, что совершенство человеческого тела и души является результатом алхимического magnum opus («великого делания»). Идея создания философского камня была по-разному связана со всеми упомянутыми выше целями.
Мусульманские и европейские алхимики разработали базовый набор лабораторных методов, теорий и терминов, некоторые из которых используются до сих пор. Они не отказались от древнегреческой философской идеи о том, что всё состоит из четырёх элементов, и стремились хранить свои работы в тайне от обывателей, часто используя шифры и загадочную символику. В Европе переводы средневековых исламских научных трудов и переосмысление философии Аристотеля породили процветающую традицию латинской алхимии. Именно она сыграла значительную роль в развитии науки раннего Нового времени (особенно химии и медицины).
Современное изучение и дискуссии об алхимии обычно делятся на два основных направления — исследование практических применений и изучение эзотерических духовных аспектов, несмотря на критику такого подхода со стороны ряда учёных, таких как Эрик Дж. Холмьярд и Мария-Луиза фон Франц, утверждающих, что их следует понимать как взаимодополняющие. Первым направлением занимаются историки физических наук, которые исследуют предмет с точки зрения ранней химии, медицины и шарлатанства, а также философского и религиозного контекстов. Второе направление интересует историков эзотерики, психологов, философов и спиритуалистов. Алхимическая тематика также оказала заметное влияние на литературу и искусство.

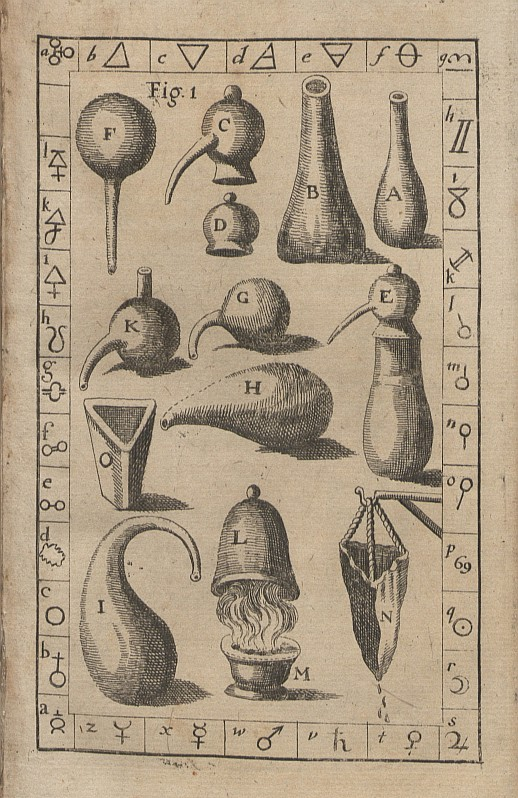
Алхимические инструменты на гравюре XVII в.: A — сосуд, B — мензурка, C — кривой выпуск, D — капсуль, E — сплавниковый фильтр с выпуском, F — капельница или пипетка, G — кривой слив, H — закрытый омыватель, I — фильтр газа, K — отсеивалка, L — сборник, M — сжигатель с большим выхлоповником, N — фильтр, O — форматор с малым сливом

## Этимология
Термин «алхимия» попал в европейские языки через араб. الكيمياء‎ (’al-khīmiyā’), которое, в свою очередь, было заимствовано из древнегреческого (χυμεία — «флюид», χυμός — «сок», χέω — «лить») либо восходит к самоназванию Древнего Египта — Кеме или Хем; изначально слово, по-видимому, должно было означать нечто вроде «египетского искусства».

## История алхимии
Алхимия включает несколько философских традиций, охватывающих четыре тысячелетия и три континента. Общая склонность этих традиций к загадочному и символическому языку затрудняет прослеживание их взаимного влияния и «генетических» отношений. Можно выделить, по крайней мере, три основных направления, которые кажутся в значительной степени независимыми на более ранних этапах: китайская алхимия, сосредоточенная в Китае и его зоне культурного влияния; индийская алхимия, сосредоточенная на индийском субконтиненте; и западная алхимия, которая развивалась вокруг Средиземноморских государств и центр которой сместился в течение тысячелетий от греко-римского Египта к исламскому миру и, наконец, к средневековой Европе. В то время как китайская алхимия была тесно связана с даосизмом, а индийская алхимия с дхармическими верованиями, западная алхимия разработала свою собственную философскую систему, которая была в значительной степени независима, но находилась под влиянием различных западных религий. Остаётся открытым вопрос, имеют ли эти три ветви общее происхождение и в какой степени они влияют друг на друга.

### Александрийская алхимия
Алхимия складывается в эпоху поздней античности (II—VI века н. э.) в александрийской культурной традиции и представляет собой форму ритуального герметического искусства. В большей степени алхимия базируется на учении о четырёх первоэлементах Аристотеля.
Старейшим из сохранившихся алхимических рукописей древности является Стокгольмский папирус (ок. III века н. э.), который даёт представление о химических познаниях жителей Древних Египта и Греции периода античности. Этот папирус послужил важным звеном процесса передачи практических знаний из александрийского (староегипетского) мира в Византию и Западную Европу.

Алхимические символы элементов. 1 — олово; 2 — свинец; 3 — золото; 4 — сера; 5 — ртуть; 6 — серебро; 7 — железо

Основными объектами изучения александрийской химии (термин «алхимия» появится позже у арабов) являлись металлы. В александрийский период сформировалась традиционная металлопланетная символика алхимии, в которой каждому из семи известных тогда металлов сопоставлялось известное тогда небесное светило:
- серебро — Луна
- ртуть — Меркурий
- медь — Венера
- золото — Солнце
- железо — Марс
- олово — Юпитер
- свинец — Сатурн

Небесным покровителем алхимии в Александрии стал египетский бог Тот или его греческий аналог Гермес.
Центром алхимии того периода считался храм Сераписа, при котором в приблизительно 235 году был открыт филиал Александрийской библиотеки.
Среди значительных представителей греко-египетской алхимии, имена которых дошли до наших дней, можно отметить Болоса Демокритоса, Зосима Панополита, Олимпиодора. Написанная Болосом книга «Естественное и тайное» (Φυσιϰὰ ϰαὶ μυστιϰά; ок. 200 до н. э.) состоит из четырёх частей, посвящённых золоту, серебру, драгоценным камням и пурпуру. Болос впервые высказал идею трансмутации металлов — превращения одного металла в другой (прежде всего неблагородных металлов в золото), ставшую основной задачей всего алхимического периода. Зосим в своей энциклопедии (III век) определил khemeia как искусство делания золота и серебра, описал «тетрасомату» — стадии процесса приготовления искусственного золота; особо он указывал на запрет разглашения тайн этого искусства.
В 296 году египтяне под предводительством Домиция Домициана подняли восстание против римского императора Диоклетиана. Прибывший в Египет правитель Римской империи подавил восстание и издал эдикт, которым повелевалось собрать все старинные книги, учившие тому, как делать золото и серебро, и сжечь их. Это объясняли желанием Диоклетиана уничтожить источник богатства, а вместе с тем и высокомерия египтян.
Однако от александрийского периода осталось также и множество герметических текстов, представлявших собой попытку философско-мистического объяснения превращений веществ, среди которых знаменитая «Изумрудная скрижаль» Гермеса Трисмегиста.

### Алхимия на арабском Востоке

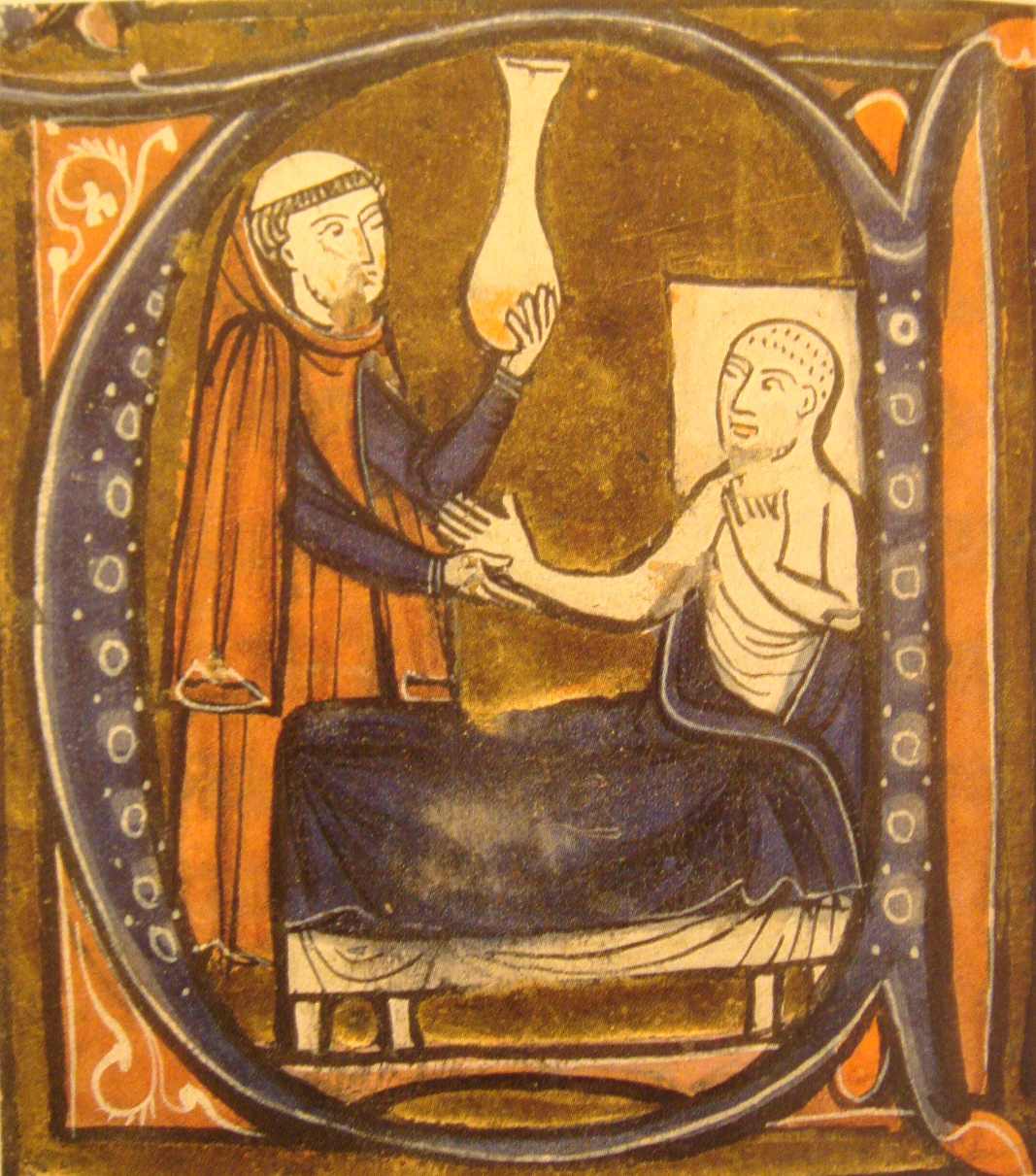
Европейское изображение Ар-Рази в книге Герарда Кремонского «Канон врачебной науки» (перевод труда Ибн Сины), 1250—1260

После падения Римской империи центр алхимических исследований переместился на арабский Восток, и арабские учёные стали главными исследователями и хранителями античных трудов.
В конце VIII века персидский алхимик Джабир ибн Хайян развил теорию Аристотеля о первоначальных свойствах веществ (тепле, холоде, сухости, влажности), добавив ещё два — свойство горючести и «металличности». Он предположил, что внутреннюю сущность каждого металла всегда раскрывают два из шести свойств. Например, свинец — холодный и сухой, золото — тёплое и влажное. Горючесть он ассоциировал с серой, а «металличность» с ртутью, «идеальным металлом».
Согласно учению Джабира, сухие испарения, конденсируясь в земле, дают серу, мокрые — ртуть. Сера и ртуть, соединясь затем в различных отношениях, и образуют семь металлов: железо, олово, свинец, медь, ртуть, серебро и золото. Золото как совершенный металл образуется, только если вполне чистые сера и ртуть взяты в наиболее благоприятных соотношениях. Таким образом, он заложил основы ртутно-серной теории. Эти принципы объясняли все характерные физические свойства металлов (ковкость, горючесть и пр.) и обосновывали возможность трансмутации.
Джабир ибн Хайян также ввёл представление о философском камне, как о некой субстанции, которая может изменить соотношение ртути и серы в любом металле и превратить его в золото и одновременно исцелять все болезни и давать бессмертие, развил учение о нумерологии, связав арабские буквы с названиями веществ.
Другой персидский учёный Ар-Рази в конце IX века усовершенствовал теорию о первоначальных элементах, добавив ещё одно свойство металлов, «принцип твёрдости», которую он ассоциировал с солью.
Арабские алхимики внесли существенный вклад в развитие естественно-научных исследований, например, создав дистилляционный аппарат.
Центром арабской алхимии стал Багдад, а затем Академия в Кордове.

### Проникновение алхимии в Европу

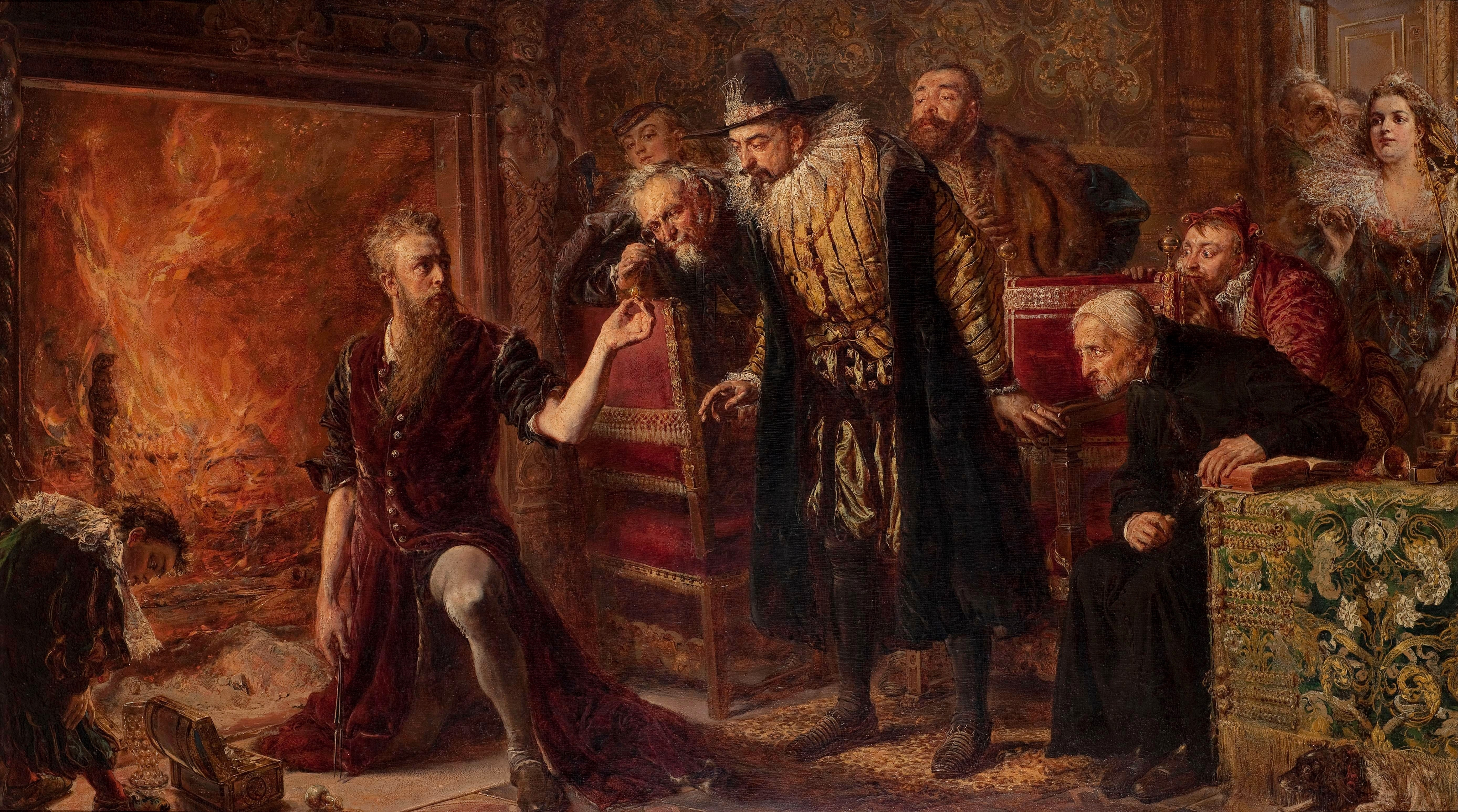
«Алхимик Сендзивой» (Alchemist Sędziwój) Яна Матейко

После захвата Омейядами Пиренейского полуострова в VIII в. европейская наука получила возможность обогатиться научными достижениями Арабского Востока.
Кроме того, обстоятельством, способствовавшим проникновению древнегреческих алхимических представлений в Европу, стало изучение античных трудов, например доминиканцами Альбертом Великим (трактаты «Пять книг о металлах и минералах», «Малый алхимический свод») и его учеником Фомой Аквинским.
Убеждённый в совместимости греческой и арабской науки с христианской доктриной, Альберт Великий способствовал введению философии Аристотеля в схоластические курсы преподавания в Сорбонне (в 1250 году).
Первым европейским алхимиком стал францисканец Роджер Бэкон (1214—1294) (трактаты «Зеркало алхимии», «О тайнах природы и искусства и о ничтожестве магии»), также положивший начало экспериментальной химии в Европе. Он изучал свойства селитры и многих других веществ, нашёл способ изготовления чёрного пороха. Среди других европейских алхимиков следует упомянуть Арнольда из Виллановы (1235—1313), Раймунда Луллия (1235—1313), Василия Валентина (легендарного немецкого монаха, якобы жившего в XV веке).

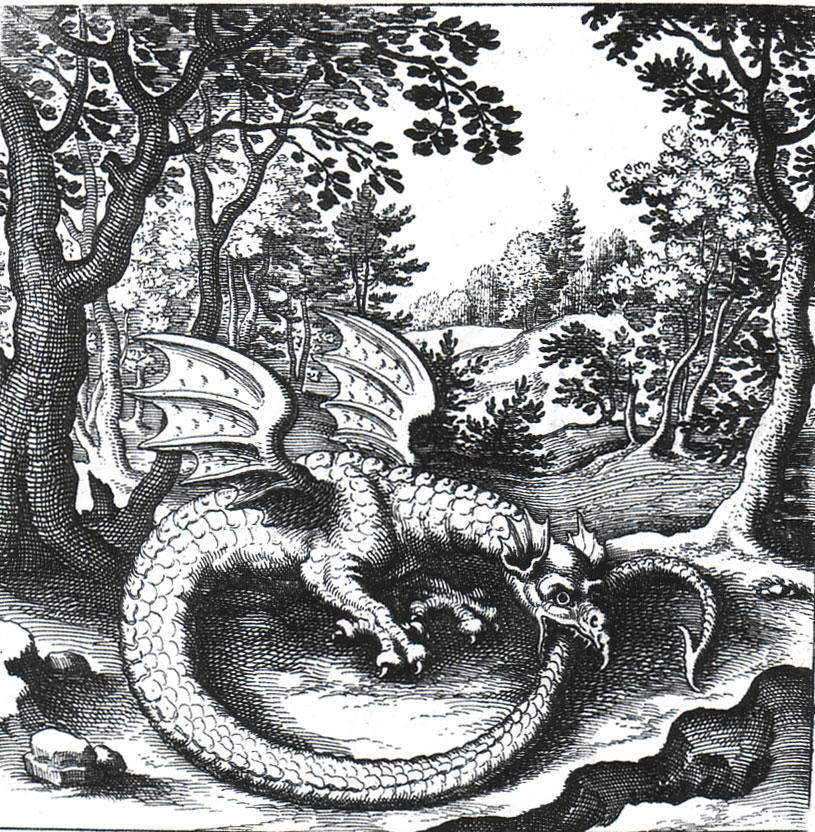
Уроборос. Гравюра Л. Дженниса из книги алхимических эмблем «Философский камень». 1625 год

Уже в первой половине XIV века папа римский Иоанн XXII запретил алхимию в Италии, тем самым положив начало «охоте на ведьм», направленной против алхимиков.

### Алхимия в эпоху Возрождения

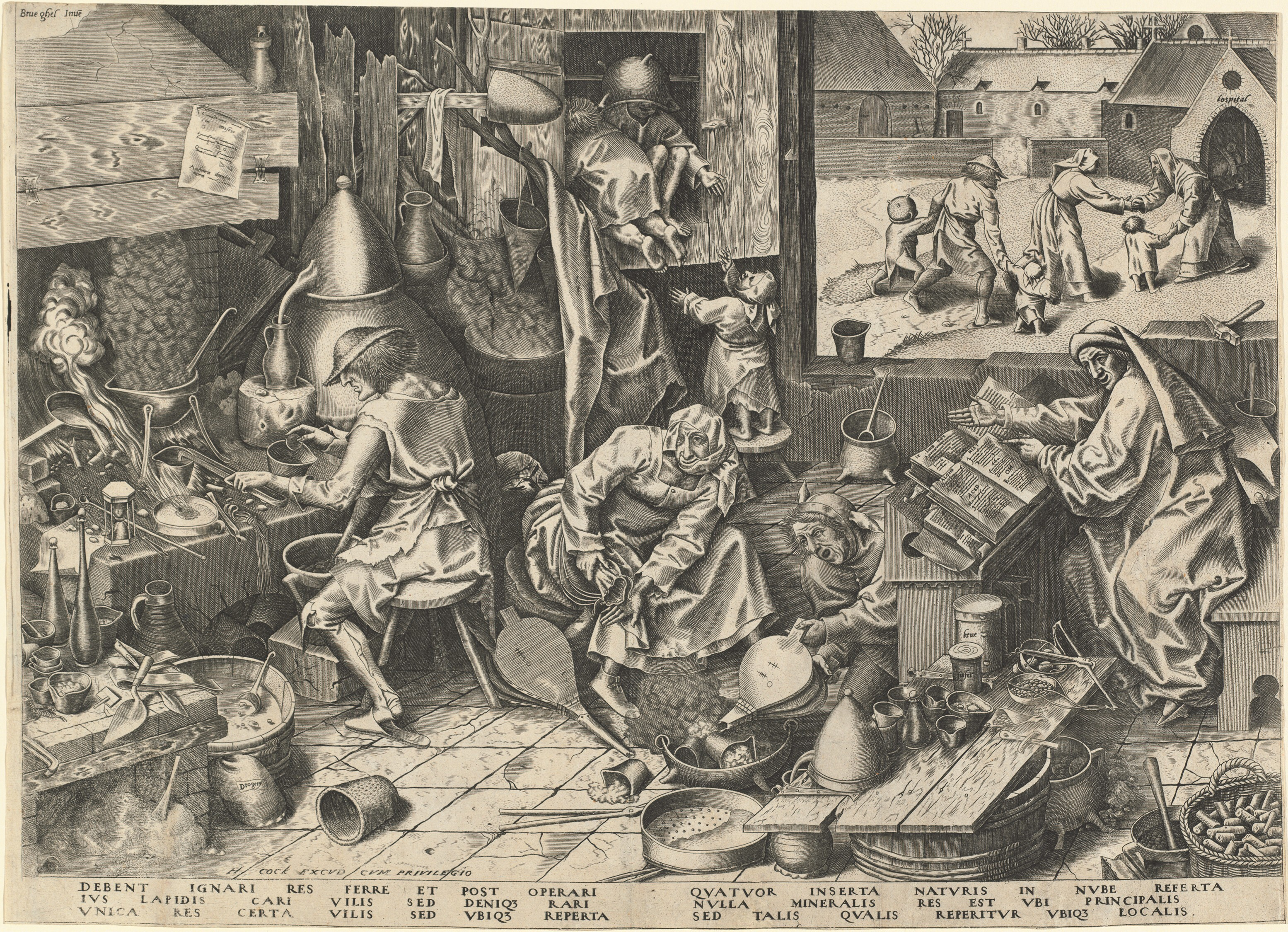
«Алхимик», гравюра Филиппа Галле по рисунку Питера Брейгеля Старшего (около 1558 года)

В XIV—XVI веках алхимия всё теснее связывала свои цели с задачами практической металлургии, горного дела, медицины.
Наиболее значительный вклад в этот период совершил Парацельс. Он впервые начал использовать химические вещества и минералы в медицине (см. ятрохимия).
В то же время возможность получения золота способствовала росту числа шарлатанов и мошенников, стремившихся завладеть бесценными сокровищами.
Кроме того многие алхимики (настоящие или мнимые) стали пользоваться поддержкой властей. Так, многие короли (Генрих VI, Карл VII) содержали придворных алхимиков, ожидая от них рецепта получения золота.
Император Рудольф II был покровителем странствующих алхимиков, и его резиденция представляла центр алхимической науки того времени. Императора называли германским Гермесом Трисмегистом. Курфюрст Август Саксонский лично проводил опыты в своём дрезденском «Золотом дворце». Дрезден долго оставался столицей государей, покровительствующих алхимии, особенно в то время, когда соперничество за польскую корону требовало значительных денежных расходов. При саксонском дворе алхимик Иоганн Фридрих Бёттгер не сумел получить золото, однако первым в Европе изготовил изделия из белого фарфора.
Упадок алхимии начался с XVI века, несмотря на то, что и в XVII и в XVIII веках некоторые учёные оставались приверженцами алхимических идей.

## Философия алхимии

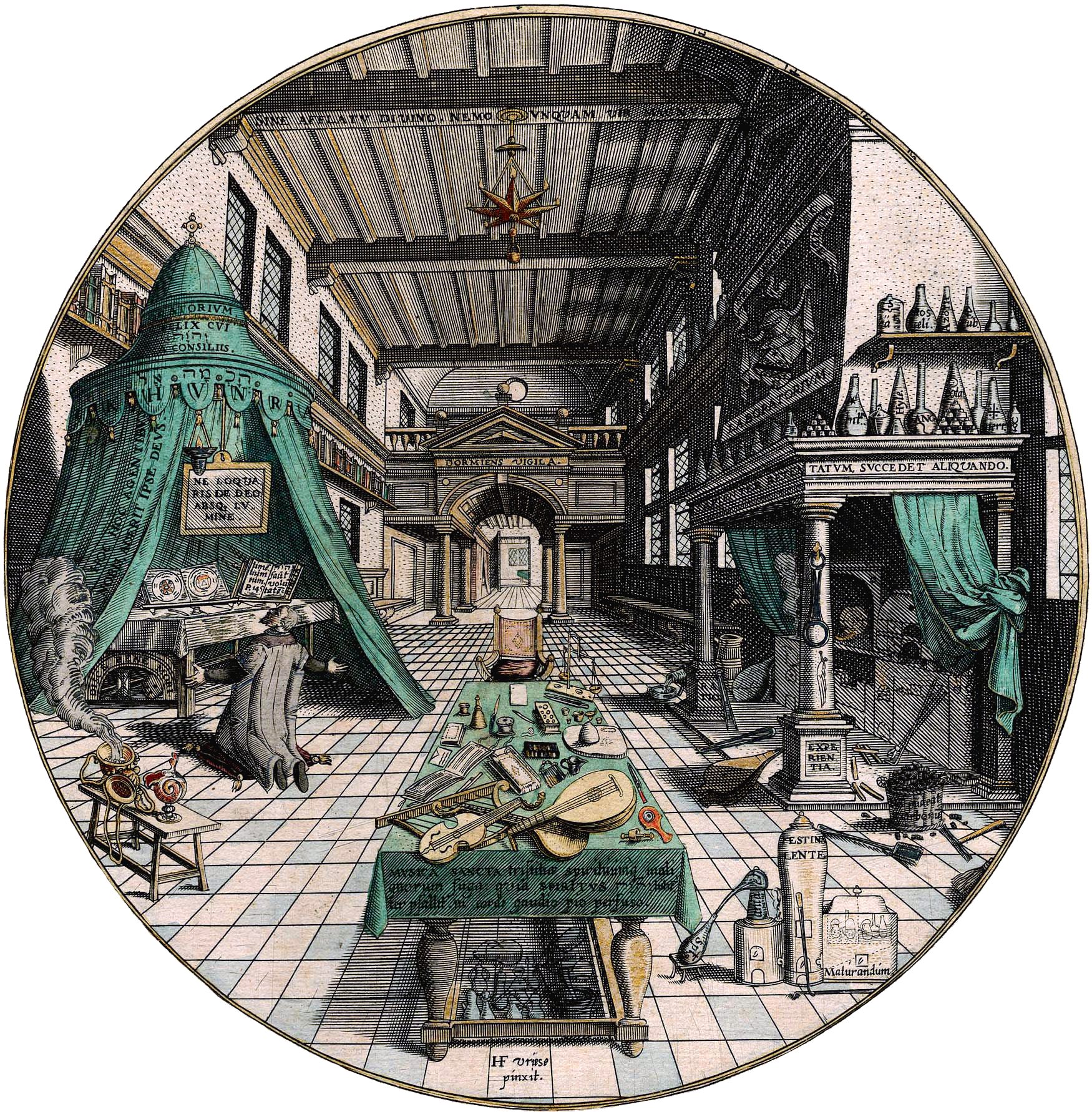
Лаборатория алхимика. Раскрашенная гравюра из книги Г. Хунрата «Амфитеатр вечной мудрости»

Целью алхимиков во всех культурах является осуществление качественных изменений внутри одушевлённого или неодушевлённого предмета, его «перерождение» и переход «на новый уровень». Алхимию, занимающуюся получением золота, составлением препаратов и снадобий, пилюль бессмертия, изучением глубинной (оккультной) сущности веществ и химических реакций называют «внешней алхимией», трансмутацией духа, достижением абсолютного здоровья или даже бессмертия при помощи определённых упражнений — «внутренней алхимией».
В рамках внутренней алхимии человек или его отдельные материальные и нематериальные компоненты (сознание, дух, душа, отдельные энергии и т.п.) рассматриваются как субстанции, обладающие определёнными химическими и физическими свойствами, с которыми можно производить операции, описываемые на языке химических превращений. Параллельно основной, химической метафоре часто развиваются другие символические ряды; особенно богата в этом отношении европейская алхимия. Так, например, философский камень именовался как «красный лев», «великий эликсир», «философское яйцо», «красная тинктура», «панацея», «жизненный эликсир».

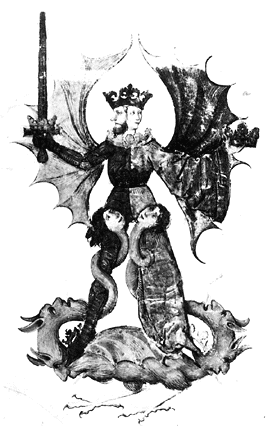
Изображение алхимического андрогина-ребиса XV век; из собрания Баварской государственной библиотеки

Все без исключения алхимические учения отличаются таинственностью и секретностью, что часто давало повод к их превратному пониманию. Однако магические обряды, ритуальные действия, заклинания рассматривались как способ влияния на природные и божественные силы, которые могли помочь в осуществлении мистического творения, то есть превращения одного вещества в другое (трансмутация, тетрасомата).
Превращения обоснованы наличием первоматерии, первоначальных элементов: четырёх — в западной традиции (огня, воды, земли и воздуха) и пяти — в восточной (огня, воды, земли, металла и дерева).
В европейской алхимии между первоматерией и отдельными порождёнными ею материальными телами лежат два промежуточных «звена».
Первое звено — это всеобщие качественные принципы мужского (сера) и женского (ртуть) начал. В XV веке к ним добавили ещё третье начало — «соль» (движение).
Второе звено — это состояния, качества, свойства первоэлементов: земля (твёрдое состояние тела), огонь (лучистое состояние), вода (жидкое состояние), воздух (газообразное состояние), квинтэссенция (эфирное состояние).
В результате взаимодействия качественных принципов (начал) и состояний первоэлементов можно осуществлять любые трансмутации веществ.
Во всех алхимических традициях исключительную роль играет ртуть и её сульфид — киноварь (HgS), которые порой даже дают название всей алхимической системе, как, например, «расаяна» (один из смыслов — «колесница ртути», «учение ртути») — индийская алхимическая традиция, «дань (цинь)» («(искусство) киновари») — название даосской алхимии. В европейской алхимии слово, обозначающее «ртуть», совпадает с именем покровителя алхимии — Меркурия (бога и планеты) и её легендарного основателя (Гермеса Трисмегиста).
Кроме того, используются сера, 6 традиционных металлов (свинец, железо, медь, олово, серебро, золото), соединения мышьяка (прежде всего аурипигмент и реальгар), сурьма, селитры, щелочи и некоторые другие неорганические соединения и органические соединения. В китайской, индийской и тибетской алхимии также драгоценные камни и травы.
Во всех алхимических системах важное значение имеют идеи:
- очистки и концентрации участвующих в работе веществ (или вещества) путём прокаливания, переплавки, амальгамирования, дистилляции;
- священного брака, соития мужского и женского принципов, соединения противоположностей.

Последняя в европейской алхимии имеет форму «химической свадьбы», «королевского брака», соития брата и сестры, Солнца и Луны, Гермафродита и Салмакиды, самца и самки разных животных и т. д., в индийской — союза Шивы и Шакти, в китайской — соединения дракона и тигра или встречи Пастуха и Ткачихи (Небесной Девы).
Для александрийской, арабской и европейской алхимических традиций крайне важную роль играет также идея смерти (обычно в форме убийства) и воскрешения.

## Роль алхимии в истории науки
Представление об алхимии как «примитивной химии», сложившееся в науке к концу XIX века, было полностью пересмотрено в XX веке. Однако считается, что именно алхимия дала толчок к развитию современной химии. В исследованиях различных алхимических традиций алхимические системы трансформации человеческого существа часто обозначают как «внутреннюю алхимию», а практики получения различных веществ — как «внешнюю алхимию».
Реальные алхимические традиции, по всей видимости, сочетают внутреннюю работу с получением и приёмом некоторых веществ. Как и все эзотерические знания, алхимия строится на постулате о подобии микрокосма и макрокосма.
Неясно, насколько алхимические системы разных культур изоморфны друг другу и, в частности, насколько аналогичны их конечные результаты. Также остаются открытыми вопросы о генезисе алхимических традиций, существовании единого их источника, взаимных связях и заимствованиях. Некоторыми исследователями предполагается связь внутри следующих групп: платонизм, позднеантичный гностицизм, христианство, неоплатонизм, зороастризм, манихейство, суфизм, эллинистическая, египетско-эллинистическая, византийская, арабская и европейская алхимия.